# Nová Bystřice
Nová Bystřice település Csehországban, a Jindřichův Hradec-i járásban. Nová Bystřice Český Rudolec, Číměř, Člunek, Stráž nad Nežárkou, Staré Město pod Landštejnem és Kunžak településekkel határos. Lakosainak száma 3219 fő (2024. január 1.).

## Népesség
A település lakosságának változását az alábbi diagram mutatja:
| Lakosok száma | 8652 | 8012 | 6687 | 4214 | 3215 | 3407 | 3306 | 3281 | 3192 | 3219 |
|               | 1869 | 1890 | 1921 | 1950 | 1980 | 2001 | 2017 | 2019 | 2022 | 2024 |